# Jodie Foster
Alicia Christian (Jodie) Foster (Los Angeles, 19 november 1962) is een Amerikaanse actrice, regisseur en producent.

## Biografie

### Afkomst en opleiding
Jodie Foster werd geboren als Alicia Christian op 19 november 1962 en was de jongste van de vier kinderen van Lucius Foster III, luitenant-kolonel bij de Amerikaanse Luchtmacht, en Evelyn 'Brandy' Almond, gewezen jazz-zangeres en pr-verantwoordelijke voor filmproducent Artur P. Jacobs. In 1963, enkele maanden na Jodies geboorte, ging het koppel uit elkaar waarna moeder Evelyn en de kinderen een nieuw gezin vormden met haar nieuwe lesbische levensgezellin Joséphine Dominguez Hill. Omdat plusmoeder Jo Dominguez al snel een sterke band ontwikkelde met de kinderen werd "aunt Jo" (tante Jo) door hen ook wel liefkozend "Jo D." genoemd en ging Alicia Christian voortaan onder deze (fonetisch geschreven) koosnaam 'Jodie' door het leven.
De hoogbegaafde Foster bezocht het Lycée Français de Los Angeles, voordat ze naar de Yale-universiteit ging. Naast Engels spreekt ze vloeiend Frans, Duits en Italiaans en ze behaalde magna cum laude een bachelorsgraad in Franse literatuur.
Haar acteercarrière begon toen ze twee was met rolletjes in televisiereclames. Vanaf die tijd verscheen ze in verschillende televisieseries en films. Als kind vervulde ze bijvoorbeeld een gastrol als Alethea in een aflevering van de televisieserie Kung Fu. De naam Alethea betekent 'waarheid' in het Grieks en is feitelijk dezelfde naam als haar werkelijke naam Alicia. Ze speelde ook gastrollen in westernseries als Gunsmoke en Bonanza en regisseerde de aflevering "Arkangel" in de Netflix televisieserie Black Mirror. Acteerlessen heeft ze nooit gevolgd.

### Privéleven
Foster werd jarenlang gestalkt door John Hinckley jr., de man die in 1981 een mislukte moordpoging op de Amerikaanse president Ronald Reagan deed.
Jarenlang gingen er geruchten dat Foster lesbisch zou zijn. Op 4 december 2007 noemde Foster, bij het in ontvangst nemen van de Sherry Lansing Leadership Award (tijdens de Women in Entertainment Power 100 te Los Angeles), haar vriendin sinds 14 jaar (filmproducente Cydney Bernard): Thanks to my beautiful Cydney who sticks with me through all the rotten and the bliss. Samen met Bernard voedt ze twee zonen op, van wie ze nooit de vader bekendmaakte. Haar relatie met Bernard kwam in 2008 ten einde. Foster kreeg hierna een relatie met tv-producente Cynthia Mort.
In 2013, tijdens het ontvangen van de Cecil B. DeMille Award, kwam ze definitief uit de kast als lesbienne door te zeggen: I already did my coming out about 1000 years ago, back in the stone age, those very quaint days when a fragile young girl would open up to trusted friends and family and co-workers, and then gradually and proudly to everyone who knew her, to everyone she actually met. Foster trouwde in april 2014 met haar huidige partner, Alexandra Hedison.

## Onderscheidingen
Ze werd op veertienjarige leeftijd voor het eerst voor een Oscar genomineerd voor haar bijrol in Taxi Driver, waarna ze het beeldje daadwerkelijk won in zowel 1989 (voor The Accused) als in 1992 (voor The Silence of the Lambs). In 1995 werd ze nog eens genomineerd voor een Oscar voor haar hoofdrol in Nell. Foster won daarnaast meer dan veertig andere acteerprijzen, waaronder meerdere Golden Globes, BAFTA Awards, Saturn Awards en Premi David di Donatello, een Independent Spirit Award, een People's Choice Award, een Screen Actors Guild Award, een European Film Award, een National Board of Review Award en een Rembrandt. In 2013 won ze ook de Cecil B. DeMille Award op de Golden Globes, voor haar gehele filmcarrière. In 2016 kreeg ze een ster op de Hollywood Walk of Fame.